# Назимуддин, Хаваджа
Хаваджа Назимуддин (бенг. খাজা নাজিমুদ্দীন Khaja Nazimuddin; урду خواجہ ناظم الدین‎; 19 июля 1894, Дакка Бенгальское президентство, Британская Индия — 22 октября 1964, Дакка, Пакистан) — пакистанский государственный деятель, генерал-губернатор (1948—1951) и премьер-министр (1951—1953) Пакистана.

## Биография

### Биография
Родился в богатой аристократической семье. Будучи кашмирско-бенгальского происхождения, его семья говорила на урду и бенгали. Окончил Алигархский мусульманский университет, получил степень бакалавра социологии. Во время учебы успешно играл в большой теннис, представлял свой университет в студенческих играх. Был отправлен в Великобританию, где окончил Тринити-колледж Кембриджского университета, получил степень магистра английского языка. Его обучение в Англии позволило ему заниматься юридической практикой и стать адвокатом в Англии. В конце 1940-х годов ему была присвоена степень доктора юридических наук Даккского университета.
По возвращении в Индию вместе с братом Хаваджей Шахбуддином вступил во Всеиндийскую мусульманскую лигу. С 1922 по 1929 год являлся председателем муниципалитета в Дакке. В 1929—1934 годах — министр образования Бенгалии. В 1934 году он был посвящен в рыцари. В 1934—1937 годах — член Исполнительного совета вице-короля Британской Индии.
В 1937—1943 годах — министр внутренних дел Бенгалии. Благодаря своим консервативным взглядом позиции он стал близким соратником президента Мусульманской лиги Мухаммад Али Джинна, который назначил его членом исполнительного комитета Лиги. В 1940—1941 годах он отмежевался от коалиции, возглавляемой премьер-министром Фазл-уль-Хаком, и решил стать лидером оппозиции, возглавив кампанию против премьерства Хака и сосредоточившись главным образом на вопросах бенгальского национализма.

### Во главе Восточного Пакистана
После отставки Фазл-уль-Хака в апреле 1943 года становится главным министром Бенгалии, находился на этой должности до 1945 года. В августе 1947 года он был избран лидером Мусульманской лиги Восточной Бенгалии. На этих постах сыграл решающую роль в создании отдельного мусульманского государства — Пакистана. При этом активно оппонировал правительству Хусейна Шахида Сухраварди. В 1947—1948 годах — главный министр Восточного Пакистана. Руководил «Движением доверия», которое в конечном итоге проголосовало за вступление в Федерацию Пакистана и реорганизовало правительство Восточного Пакистана, делегировав консервативных членов в его администрацию. 
После смерти Мухаммада Али Джинна в сентябре 1948 года он был назначен генерал-губернатором Пакистана. Занимал консервативные позиции, высказывался против секуляризма в стране. В 1950 году обнародовал официальное заявление о том, что Пакистан останется нецелостным до тех пор, пока весь Кашмир не будет освобожден.
После убийства Лиакат Али Хана в 1951 году лидеры Мусульманской лиги обратились к нему с просьбой взять на себя руководство правительством, его кабинет сосредоточился на продвижении консервативных политических программ, в этот период была создана основа для конституции, которая позволила бы Пакистану стать республикой и лишить ее статуса британского доминиона. Это был период ослабления национальной экономики и роста провинциального национализма, что привело к низкой эффективности работы правительства. Кроме того, на две части раскололась Мусульманская лига. В 1951 году была проведена первая общенациональная перепись населения страны, которая установила, что 57 % населения страны составляют индийские иммигранты, в основном проживающие в Карачи, что еще больше осложнило ситуацию в стране. После его заявления 1952 года, что только урду должен быть «единственным» языком по стране прокатилась волна насилия, поскольку значительная часть жителей требовала признания равноправия бенгальского языка. Вскоре началась массовая кампания ортодоксальной линии Джамаат-и-ислами против религиозного движения Ахмадие с требованием признать его членов немусульманами. Правительству пришлось использовать силу для выступлений членов этого движения в Пенджабе.
Стремясь улучшить ситуацию, генерал-губернатор Мухаммад Гулам предложил ему в интересах страны уйти в отставку. Премьер-министр отказался подчиниться, тогда генерал-губернатор использовал дополнительные полномочия, предоставленные законом «О правительстве Индии» 1935 года и сместил премьера. Обращение в Верховный суд в конечном итоге привело к назначению в 1954 году внеочередных выборов. 
После этого ушел из активной политической жизни. Похоронен в Мавзолее трёх лидеров в своем родном городе Дакка.
Был известен своим богатством. К 1934 году его семья имела поместья, которые занимали почти 200 000 акров земли и были расположены в разных районах Восточной Бенгалии, вместе с недвижимостью в Шиллонге, Ассаме и Калькутте, годовая арендная плата составляла 120 000 фунтов стерлингов (эквивалент 2 736 497,94 долл. США в 2017 году). К 1960-м годам большая часть имущества была перемещена из Восточного Пакистана в разные районы Пакистана.
Его племянник Васиуддин Хваджа стал генералом, служил командующим (GOC-in-C) 2-го армейского корпуса, в 1974 году репатриировался в Бангладеш. Младший брат Шахабуддин занимал пост министра информации в администрации президента Мухаммеда Аюба Хана. 
В его честь были названы жилые кварталы в Карачи (Назимабад и Северный Назимабад), в Исламабаде — дорожный перекресток (Назимуддин Роуд), в Дакке — автомобильная дорога.

## Награды и звания
Рыцарь-командор ордена Индийской империи (1934).